# جاي غوردون (طبيب أطفال)
جاي غوردون (بالإنجليزية: Jay Gordon)‏ هو طبيب أطفال أمريكي، ولد في 1948.